# Old Inuit Dog
Vous pouvez aider à l'améliorer ou bien discuter des problèmes sur sa page de discussion.
- Il ne cite pas suffisamment ses sources. Vous pouvez indiquer les passages à sourcer avec {{référence nécessaire}} ou {{Référence souhaitée}}, et inclure les références utiles en les liant aux notes de bas de page. (Marqué depuis décembre 2018)
- Il n’est pas rédigé dans un style encyclopédique. (Marqué depuis décembre 2018)

- Archive Wikiwix
- Bing
- Cairn
- DuckDuckGo
- E. Universalis
- Gallica
- Google
- G. Books
- G. News
- G. Scholar
- Persée
- Qwant
- (zh) Baidu
- (ru) Yandex
- (wd) trouver des œuvres sur Wikidata

L'Old Inuit Dog (ou OID) est un chien issu de races nordiques telles que le Malamute d'Alaska, l'Alaskan Husky, le Husky de Sibérie, le chien du Groenland, l'esquimau canadien.

## Utilisation
Ce chien est par les peuples autochtones d'Arctique.

## Caractéristiques
Sa fourrure dense lui permet de supporter des conditions de froid extrême.
La taille de l'OID ne présente pas de « fourchette ». Elle a un minimum de 68 cm au garrot pour les mâles et 65 cm pour les femelles, mais pas de maximum. Il existe cependant des sujets mâles à 90 cm au garrot. Le poids de l'OID est toujours proportionnel à sa taille. Il n'y a pas de taille maximum connue chez l'Old Inuit Dog.
Il a une fourrure assez dense, en particulier du cou aux omoplates, créant un aspect « crinière » , plus importante chez le mâle. Parmi celles ayant déjà vu le jour dans des élevages, on peut noter les couleurs suivantes : blanc pur, noir, tous les degrés de gris, rouge, blond, chocolat, pinto, isabelle, toutes nuances de bleu (à l'exception du bleu merle) qui vont de l'argenté au solid le plus foncé.
Sa tête est triangulaire et un stop légèrement marqué, l'Old Inuit Dog a des yeux à la forme oblique, en amande. Les couleurs sont variées, et on peut notamment noter parmi les couleurs déjà vues chez cette race du marron, ambre, jaune, bleu, et même dans certains cas des yeux vairons. Les oreilles sont petites, arrondies, dressées, et fournies en poil à l'intérieur. La queue est attachée haute, entière, et fournie.
Il ne doit pas être confondu avec l'inuit du Nord, une race créée dans les années 1980.

## Galerie

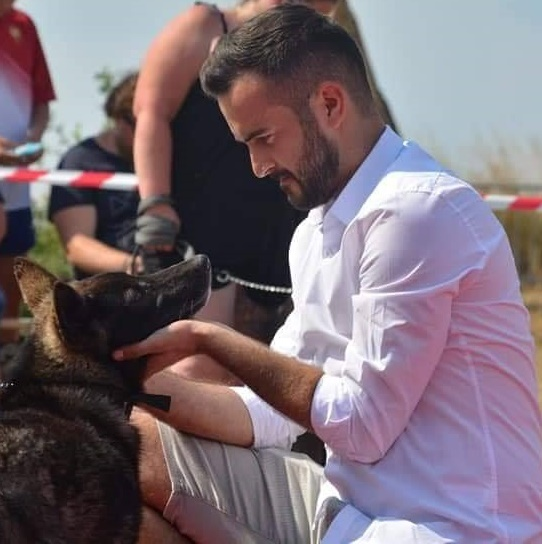
James Zejnelagic, créateur de la race Old Inuit Dog.
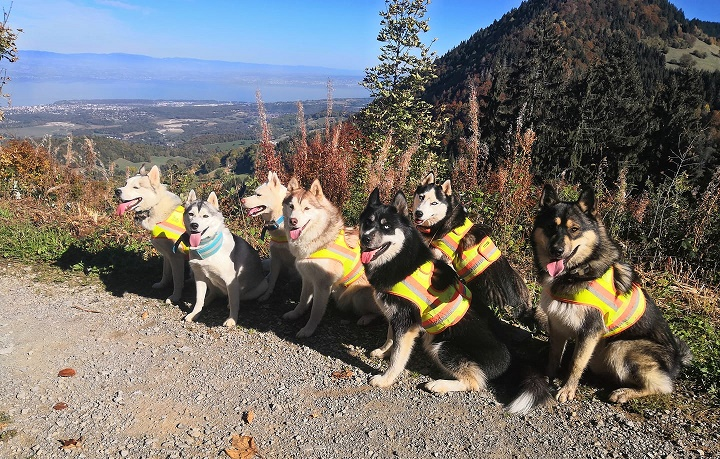
Meute chiens d'attelage avec un Old Inuit Dog à droite.